# Thomas Wyss
Pour les articles homonymes, voir Wyss.
Thomas Wyss est un footballeur suisse né le 29 août 1966 à Lucerne. Il évoluait au poste de milieu de terrain.

## Biographie

### En club
Thomas Wyss dispute un total de 488 matchs en première division suisse, inscrivant 61 buts. Il réalise sa meilleure performance lors de la saison 2000-2001, où il inscrit 12 buts avec l'équipe du FC Lucerne.
Avec le club du FC Aarau, il dispute quatre matchs en Ligue des champions lors de la saison 1993-1994. En décembre 1988, il est échangé contre Ciriaco Sforza à Grasshopper
Avec l'équipe de Grasshopper, il inscrit un but en Coupe d'Europe des vainqueurs de coupe le 21 mars 1990, contre la Sampdoria Gênes, à l'occasion des quarts de finale.
Son palmarès est constitué d'un championnat de Suisse et de deux Coupes de Suisse.

### En équipe nationale
International suisse, il compte 11 sélections en équipe de Suisse entre 1988 et 2000. 
Il joue son premier match en équipe nationale le 5 juin 1988 en amical contre l'Espagne (match nul 1-1). Il reçoit sa dernière sélection le 19 février 2000 contre l'équipe d'Oman (victoire 1-4).
Il fait partie du groupe suisse lors de la Coupe du monde 1994 organisée aux États-Unis. Lors du mondial, il joue un match face aux États-Unis lors de la phase de groupes.

## Carrière

### Joueur
- 1984-1986 :  FC Lucerne
- 1986-1989 :  FC Aarau
- 1989-1990 :  Grasshopper Zurich
- 1990-1993 :  FC Saint-Gall
- 1993-1994 :  FC Aarau
- 1994-2001 :  FC Lucerne

### Entraîneur
- 2002-2003 :  FC Granges
- 2003-2005 :  Zug 94
- 2005 :  FC Baden
- 2008-2009 :  SC Cham

## Palmarès

### En club
Avec le Grasshopper Zurich :
- Champion de Suisse en 1990
- Vainqueur de la Coupe de Suisse en 1989 et 1990